# Ludvigs Sēja
Ludvigs Sēja (ur. 2 lipca 1885 w Džūkste, zm. 15 lutego 1962 w Rydze) – łotewski polityk i dyplomata, minister spraw zagranicznych Łotwy (1924), poseł na Litwie (1923–1924, 1934–1940), sekretarz generalny Łotewskiej Centralnej Rady (1943). 

## Biogram
W 1904 ukończył seminarium nauczycielskie w Valmierze, rok później wyemigrował do Francji, gdzie studiował w Grenoble. W 1909 wrócił na Łotwę. Pracował jako nauczyciel w Dubulcie i dyrektor szkoły realnej w Madonie. 
Po uzyskaniu przez Łotwę niepodległości został członkiem Rady Ludowej reprezentując w niej Łotewską Socjaldemokratyczną Partię Robotniczą. 
W 1919 rozpoczął służbę w resorcie spraw zagranicznych: był pracownikiem wydziału prasowego, wydziału ds. Niemiec i dyrektorem departamentu politycznego. 
Od 1923 do 1924 pełnił funkcję posła na Litwie. W 1924 sprawował urząd ministra spraw zagranicznych Łotwy, później reprezentował kraj w USA jako poseł (1925–1927) oraz pełnił funkcję konsula generalnego w Londynie (1927–1932). 
W latach 1934–1940 ponownie był posłem łotewskim w Kownie. Po aneksji kraju przez ZSRR powrócił do Rygi, gdzie wykładał na Uniwersytecie Łotwy (1940–1944). W czasie okupacji niemieckiej był członkiem Łotewskiej Centralnej Rady (LCP) i jej generalnym sekretarzem. W latach 1944–1945 był więźniem KL Stutthof.